# Riachão do Bacamarte
Riachão do Bacamarte é um município brasileiro localizado na Região Metropolitana de Itabaiana, estado da Paraíba. Sua população em 2011 foi estimada pelo IBGE (Instituto Brasileiro de Geografia e Estatística) em 4.312 habitantes, distribuídos em 38 km² de área.
O primeiro prefeito constitucional de Riachão do Bacamarte, foi João Cabral Sobrinho, que em um plebiscito separou o Distrito de Riachão do Municipio de Ingá.

## Geografia
O município está incluído na área geográfica de abrangência do semiárido brasileiro, definida pelo Ministério da Integração Nacional em 2005.  Esta delimitação tem como critérios o índice pluviométrico, o índice de aridez e o risco de seca.